# هومی بابا
هومی بابا (متولد ۱۹۴۹) استاد زبان انگلیسی و ادبیات اهل هند، و مدیر مرکز علوم انسانی دانشگاه هاروارد در آمریکا با بورس آن روتنبرگ است. او یکی از مهم‌ترین چهره‌ها در مطالعات پسااستعماری معاصر است و واژه‌های جدید و مفاهیم کلیدی مانند دورگه بودن، تقلید، تفاوت، و دلسردی را به این حوزه وارد کرده‌است. وی با این کلمه‌ها سعی می‌کند نشان بدهد مردم استعمار زده چطور در برابر قدرت استعمارگر مقاومت کرده‌اند. در سال ۲۰۱۲، او جایزه ادبیات و آموزش و پرورش پادما بوشان را از دولت هند دریافت کرد.

## زندگی و تحصیلات
وی در بمبئی، در هند در یک خانواده پارسی به دنیا آمد، بعدها از کالج الفینستون در دانشگاه بمبئی فارغ‌التحصیل شد و کارشناسی ارشد و دکترای خود را در زمینه زبان و ادبیات انگلیسی از کلیسای مسیح، دانشگاه آکسفورد دریافت کرد.

## کار حرفه
پس از ده سال استادی در گروه زبان انگلیسی دانشگاه ساسکس، بابا در دانشگاه پرینستون کمک هزینه تحصیلی دریافت کرد و همراه با دریافت همزمان بورس قدیمی استاد مدعو اولد دومینیون آغاز به کار کرد. او در دانشگاه پنسیلوانیا با دریافت بورس استاد مدعو استاینبرگ مجموعه ریچارد رایت را تدریس کرد. در کالج دارتموث، عضو هیئت علمی دانشکده نقد و نظریه شد و از ۱۹۹۷ تا ۲۰۰۱ در دانشکده علوم انسانی دانشگاه شیکاگو با بورس چستر دی تریپ تدریس می‌کرده‌است. در سال‌های ۲۰۰۱–۰۲، با دریافت بورس استاد مدعو برجسته در دانشگاه کالج لندن تدریس کرده‌است و ازسال ۲۰۰۱ با دریافت بورس آن روتنبرگ، استاد رشته زبان انگلیسی و زبان و ادبیات آمریکایی در دانشگاه هاروارد بوده‌است. بابا عضو تحریریه مجله علمیِ فرهنگ عمومی بوده‌است که از سوی انتشارات دانشگاه دوک منتشر می‌شود و جایزه پادما بوشان را ازسوی دولت هند در سال ۲۰۱۲ دریافت کرده‌است.

## اندیشه‌ها
زبان نقد
هومی بابا در تقابل با آنچه «کلیشه‌های ایده آلیسمِ سیاسی» می‌نامد، معتقد به نوعی «زبان نقد» است. در شیوه‌های رایج نقد سیاسی، معمولاً نقدهایی کلیشه ای بدون توجه به ساختار تاریخی- اجتماعیِ کشورهای مستعمره، صرفاً راه کارهایی استاندارد شده برای نقد استفاده می‌کنند. این نقدهای کلیشه ای چندان توجهی به تاریخِ متفاوت کشورهای مستعمره و تجربهٔ اجتماعیِ خاص آن‌ها ندارند. از نظر او این نوع زبان نقد به این دلیل تأثیرگذار است که می‌تواند «بر زمینه‌های پیش فرضِ تقابل‌های دوگانه غلبه یابد و فضایِ ترجمه را بگشاید: به بیانی کنایی، و یک فضایِ دورگه، جایی که ساختنِ یک ابژهٔ سیاسیِ جدید؛ نه آنچه می‌شناختیم و نه آنچه «دیگر» است، به صورتی درخور، انتظاراتِ سیاسیِ ما را انتقال[یا تغییر] می‌دهد و آنگونه که باید، همین فرم هایِ بازشناساییِ لحظهٔ امر سیاسی را تغییر می‌دهد» (مکانِ فرهنگ، به نقل از Huddart,2006:17).
این نوع نقد در رابطه با کلیشه‌ها به ما هشدار می‌دهد. بابا نشان می‌دهد که دانش و معرفت کلیشه ای در برابر مردم مستعمره، همزمان که به عنوان ابزار کنترلِ مستعمره نشینان به کار می‌رود، از دسترسِ نقدِ روشنگرانه یا دلیل تراشی‌های فلسفی برای مشروع جلوه دادن مأموریتِ «متمدن سازی» استعمار، به دور می‌ماند. وی در «مکانِ فرهنگ» می‌نویسد: «وقتی جمعیتِ بومی را توسط چنین اصطلاحاتی [اصطلاحات و خصوصیات کلیشه ای] می‌شناسیم، فرم‌های تبعیض آمیز و اقتدارآمیزِ کنترل سیاسی، مناسب تلقی می‌شوند؛ بنابراین جمعیت مستعمره، هم علت و هم معلول این سیستم تلقی می‌شوند و در تسلسل تفسیرها، زندانی می‌گردند»(Bhaba1994:83).
بنابراین، «گفتمان استعماری» با استفاده از چنین کلیشه‌ها، و سوژه-مکان‌هایی دست به تفسیر یا به بیان بهتر، برساختنِ وقایعِ کشورهای استعماری می‌زند.
بابا، گفتمان استعماری به مثابهٔ یکی از سازوبرگ‌های قدرت، اینگونه معرفی می‌کند:
«این [گفتمان] سازوبرگی است که شناسایی و انکارِ تفاوت‌های نژادی/فرهنگی/تاریخی را به کار می‌اندازد. … هدفِ گفتمان استعماری، تفسیر استعمارشده به عنوان جمعیتی از افرادِ تباه، بر اساسِ ریشه‌های قومی شان است، تا بتواند فتح [آن کشورها] و بنانهادنِ سیستمِی از حکومت گری و راهبردسازی را توجیه کند»(ibid:70).
بابا در نقد خود از گفتمان استعماری از مفاهیم لاکانی بهره می‌گیرد. برای مثال مفهوم «مرحلهٔ آیینه ای» که اشاره به زمانی دارد که کودک با دیدن تصویر خود در آینه_ استعاره ای از مشاهدهٔ دیگران که به ما واکنش نشان می‌دهند_ به این پی می‌برد که وجودی مجزا از مادر و پدر دارد و صرفاً بمبارانی از یاخته‌های بی معنا نیست بلکه کلیتی همگون در قالبِ یک پیکر دارد. البته لاکان تأکید می‌کند که این شناخت اساساً شناختی خطاست چرا که مرحلهٔ آیینه ای فقدانی بنیانی در شخصیت فرد را می‌پوشاند، فقدانی که هرگز پُر نمی‌شود. بر همین اساس بابا اشاره می‌کند که اساساً احساسِ کامل بودنی که در تصویر حاصل از کلیشه‌ها، به ما القا می‌شود، همیشه در معرض تهدیدِ یک فقدان قرار دارد. چرا که کلیشه‌ها نیز اساساً برای پوشاندن ناشناختگیِ چیزهای جدید به وجود آمده‌اند. به علاوه لاکان اشاره می‌کند که مایه‌های نارسیسیسم (خودپرستی) و پرخاشگری نیز از همین مرحلهٔ شناختیِ کودک نشأت می‌گیرند. دو خصلتی که در بازخوانی بابا از گفتمان استعماری نیز، اهمیت بنیادین دارند. استعمارکننده برتری و فرادستی اش را با پرخاشگری اعلام می‌کند، اما از همین نکته می‌توان دریافت که همیشه نگرانِ هویتِ خود است که به هیچ وجه به پایداریِ آنچه که ادعا یا تظاهر می‌کند نیست(Huddart 2006:28-29). به همین دلیل است که نگاه استعمارگر همیشه نگاهی «مضطرب» است. نباید فراموش کرد که استعمارگر برای این به «دیگری» «خیره» شده‌است که بتواند هویتِ یکدستی برای خود بسازد. هویتی که اساساً نمی‌تواند به هیچ وجه بدون خلل باشد. به همین دلیل است که به نظر بابا هم دربرابر تصویر کلیشه ای استعمار شونده‌ها مقاومت کرد و هم دربرابر تصویر یکدست و خالی از خلل استعمارکننده!

### دوگانگی/درهم‌آمیزی
یکی از ایده‌های اصلی او دوگانه سازی/درهم‌آمیزی است. او این مفهوم را از نوشته‌های ادوارد سعید گرفته‌است و برای توصیف ظهور اشکال جدید فرهنگی از موقعیت چند فرهنگی به کار می‌برد. او معتقد است استعمار از بین نرفته‌است و همچنان مزاحم تاریخ و فرهنگ استعمارشدگان است، پس ما باید درک مان از روابط میان فرهنگی را متحول کنیم. او با به‌کارگیری روش پساساختارگرا برای بررسی متون استعماری، مطالعات پسااستعماری را پیش برد.
اصطلاح «درهم‌آمیزی» (Hybridity) مانند بسیاری از نظریه‌های نقد، به ایجاد فرهنگی تلفیقی/پیوندی (Hybrid) از برخورد چند فرهنگ مختلف و انعکاس این پدیده در ادبیات جهان اشاره دارد. آنچه نظریهٔ هومی‌بابا، را در این میان برجسته می‌کند توصیف خاص او از فرایند درهم‌آمیزی و چگونگی ایجاد یک فرهنگ پیوندی است. به گفتهٔ او بر روی مرز فرهنگ‌ها و خرده‌فرهنگهای هم‌جوار، شکاف‌هایی وجود دارد که امکان نشت فرهنگ‌ها در یکدیگر و شکل‌گیری فرهنگی جدید را فراهم می‌کند.

### تردید
ایده تردید، می‌گوید فرهنگ محصول برداشت‌ها و ابعاد مختلف است. بابا ادعا می‌کند که این دوگانگی باعث بروز شکاف در هویت شخص استعماردیده است که ترکیبی میانه از هویت فرهنگی خود و هویت فرهنگی استعمارگر می‌شود. تردید یکی از دلایلی است که قدرت استعماری تا این میزان نابهنگام و مربوط به گذشته‌است. دال استعماری قدرت معنای خود را بر اساس "سناریوی تلخ تفاوت استعماری، نژادی یا فرهنگی به دست می‌آورد و چشم قدرت را به یک تصویر یا هویت کهنه مربوط به قدیم می گرداد؛ ولی این تصویر هیچ وقت نمی‌تواند اصیل (چون محصول تکرار است) و همسان (تفاوتی دارد که آن را تعریف می‌کند) باشد. " این باعث جلوه دو بعد از گفتمان استعمار می‌شود: اختراع و تسلط از یک سو و از سوی دیگر جابجایی و فانتزی.

### تفاوت فرهنگی، بیان و کلیشه
بابا اندیشه تفاوت (difference) فرهنگی را به عنوان جایگزین گونه گونی (diversity) فرهنگی معرفی می‌کند. در تنوع فرهنگی، فرهنگ «هدف دانش تجربی» آیت و قبل از داننده وجود دارد ولی در تفاوت فرهنگی، فرهنگ جایی است که دو یا چند فرهنگ با هم مواجه می‌شوند و بیشتر مشکلات در این‌جا است که رخ می‌دهد، «روند بیان فرهنگ به عنوان آگاهی» ساخت گفتمانی دارد و از پیش تعیین شده نیست بیان به معنی عمل اظهار و ابراز یک فرهنگ است که در فضای سوم صورت می‌گیرد. فرهنگ هرگز ا پیش داده شده نیست، بلکه باید ادا شود. تفاوت فرهنگی از طریق بیان کشف و شناخته می‌شود. روند بیان، بین امر سنتی، سیستم پایدار مرجع از یک سو و نفی یقین فرهنگ در بیان امر فرهنگی، معانی، استراتژی‌ها، اکنون سیاسی، به عنوان عمل سلطه، یا مقاومت ایجاد تفکیک می‌کند؛ بنابراین، تفاوت فرهنگی فرایند شناسایی است، در حالی که تنوع فرهنگی فرایند تطبیق است و طبقه‌بندی شده‌است. علاوه بر این، امکان تفاوت و بیان است که می‌تواند دال پوست / فرهنگ را از تثبیت سنخ‌های نژاد آزاد کند ولی کلیشه‌ها مانع گردش و بیان دال «نژاد» به عنوان چیزی غیر از آن می‌شوند. یکی از جنبه‌های مهم گفتمان استعماری و پسااستعماری وابستگی آن‌ها به مفهوم «ثبات» (fixity) در ساخت غیریت است. ثبات به معنای تکرار، سفتی و نظم ثابت و همچنین اختلال است. کلیشه بستگی به این مفهوم از ثبات دارد. کلیشه یک «هویت» ایجاد می‌کند که از تسلط و لذت به همان اندازه ریشه می‌گیرد که از اضطراب و دفاع از امر غالب، «چون شکلی از باورهای متعدد و متناقض به پذیرش و انکار تفاوت است.»

### تقلید
تقلید هم مانند مفهوم دوگانگی یا دورگه‌ای، کنایه‌ای از حضور است. تقلید هنگامی رخ می‌دهد که اعضای یک جامعه استعمارزده از فرهنگ استعمارگران تقلید می‌کنند. لاکان می‌گوید "اثر تقلید، استتار است … مساله همرنگی با جماعت و همنوایی با پس زمینه نیست، چون پس زمینه لکه لکه است." تقلید نشان می‌دهد استعمار مایل است یک غیر [دیگری] اصلاح‌شده و قابل تشخیص داشته باشد که موضوع تفاوتی است که، به قول بابا: "تقریباً یکسان است، اما کاملاً همان نیست". بنابراین، تقلید بیانی دوگانه است، استراتژی‌ای که با تجسم قدرت، غیر را مال خود می‌کند. در عین حال تقلید نشانه‌ای از عدم تناسب است، "تفاوت یا تمرد و نافرمانی که عملکرد استراتژیک غالب قدرت استعماری را انسجام می‌بخشد، نظارت را تشدید می‌کند و تهدیدی قریب‌الوقوع برای دانش نرمال و قدرت انضباطی" ایجاد می‌کند. به این ترتیب تقلید به رعیت استعماری یک حضور جزئی می‌بخشد، چنان‌که انگار "امر استعماری" در بازنماییی خود در چارچوب گفتمان سلطه وابسته است. جالب آن که استعمارگران مایلند با تقلید، با بازنوشتن و تکرار، از طریق نمایندگی خرد،"معتبر" جلوه کنند؛ ولی بابا تأکید می‌کند تقلید، به معنای همسان سازی ناشی از خودشیفتگی استعمارگران نیست که رعیت استعماری در هویتش چیزی از حضور استعمارگر نداشته باشد بلکه نوعی "دوبینی است که ضمن افشای تردید گفتمان استعماری مخل قدرت او نیز هست، دوبینی‌ای که محصول نمایش و فهم جزئی از رعیت استعمار است، جلوه‌هایی از دوگانگی، موضوع جزئیِ کنایه میل استعماری است که مدالیته و نرمالیته گفتمان غلبه را، که آن‌ها در او رعیت ناجور استعمار اند بیگانه می‌سازد. "
تصاحب استعماری اکنون یک دید جزئی از حضور استعمارگران به دست می‌دهد و این باعث می‌شود تمایل مستعمره نشینان وارونه بشود؛ نگاه خیره غیر، نقطه مقابل نگاه خیره استعمارگر است که بینش وی مثل نگاه خیره شجره نامه دارشده‌است و فرد به حاشیه رانده شده را آزاد می‌کند و وحدت انسان را که از طریق آن حاکمیت خود را تمدید کرده‌است می‌شکند؛ بنابراین ناظر خود منظور می‌شود و بازنمایی جزئی" کل مفهوم هویت را دوباره تعریف ی کند و آن را از ذات بیگانه می‌نماید. "
در نتیجهٔ این تقلید، هویت استعمارگر که معمولاً خود را در تقابل با هویت کاملاً متفاوت استعمارشده تعریف می‌کند، دچار سردرگمی می‌شود و در برابر تغییرهای جزئی از خود انعطاف نشان می‌دهد. همین تغییرهای جزئی، پایه‌های قطعیت و ثبات هویت استعمارگر را سست می‌کند. هومی‌بابا، که در میان نظریه‌پردازان پسااستعماری به خوشبینی معروف است، این امر را به فال نیک می‌گیرد و فرهنگ درآمیخته یا پیوندی را سد راه تثبیت دوقطبی استعمارگر/استعمارشده می‌داند.

### فضای سوم [بیان]
فضای سوم منطقه مبهمی است که در تعامل بین دو یا چند فرد / فرهنگ رخ می‌دهد (این مفهوم با مفهوم مکان سوم (third place) ادوارد سوجا قابل قیاس است. فضای سوم احساس ما را از هویت تاریخی فرهنگ به چالش می‌کشد تا آن را یک نیروی یکتا و همگن ساز ندانیم که گذشته آن را تصدیق و سنت ملی مردم آن را ابقا کرده‌است". در این بخش تردیدآلود از گفتمان شرایط گفتمانیِ بیان شکل می‌گیرد و "روایت غرب را که با زمانِ همگن و پیوسته نوشته شده‌است تغییر می‌دهد." و برای این کار "زمانمندی بیان را تخریب می‌کند". بابا می‌گوید "بیان و سیستم فرهنگ در این فضای متناقض و تردیدآلود بیان شده‌اند." [۵] در نتیجه، نمی‌توان به‌طور سلسله مراتبی به اصالت ذاتی یا خلوص فرهنگ معتقد بود. بیان، نشان می‌دهد که فرهنگ تثبیت ندارد و هر نشانه را می‌توان هر بار به نحو جدیدی مالک شد، ترجمه کرد و تاریخیت بخشید.
این فضای بینابینی میدانی است که در آن هر فرهنگ با افشای ابهام‌ها و تردیدهای موجود در فرهنگ دیگر، ادعای اعتبار و کمال مطلق دیگری را به چالش می‌کشد. فضای سوم بیان، درزی میان مرزهای متزلزل است که فرهنگ‌های مختلف، خلوص مفروض خود را در آن از دست می‌دهند و پایشان به قلمرو یکدیگر باز می‌شود.

### تأثیرات
کار بابا در اندیشه پسااستعماری بیش از هر چیز ملهم از نظریه پساساختارگرایی است از جمله واسازی دریدا، روانکاوی لکان و مفهوم گفتمان میشل فوکو. نیز بابا در مصاحبه‌ای در سال ۱۹۹۵ با دبلیو جی تی میچل می‌گوید ادوارد سعید بیشتر از هر نویسنده‌ای او را تحت تأثیر قرار است. در علوم اجتماعی، ادوارد دبلیو سجا بیش از هر کسی از روش‌های بابا برای درک مفهوم فضا، عمل، و بازنمایی تکیه کرده و این مفاهیم را پیش برده‌است.

## واکنش
هومی بابا خاطر به استفاده از زبان غیرقابل فهم و لفاظی‌های غامض مورد انتقاد است. در سال ۱۹۹۸، مجله فلسفه و ادبیات (Philosophy and Literature) جایزه دوم «بدنویسی» را به وی اهدا کرد این نشریه در توضیح این جایزه می‌نویسد به «بدترین ترکیب‌ها و عباراتی (از دیدگاه سبک) که در تمام کتاب‌های علمی و مقالات یافت می‌شود» اهدا می‌شود. بابا این جایزه را برای این جمله که در مکان فرهنگ (روتلج، ۱۹۹۴) آورده‌است دریافت کرد:
If, for a while, the ruse of desire is calculable for the uses of discipline soon the repetition of guilt, justification, pseudo-scientific theories, superstition, spurious authorities, and classifications can be seen as the desperate effort to "normalize" formally the disturbance of a discourse of splitting that violates the rational, enlightened claims of its enunciatory modality.
مارجوری پرلوف استاد بازنشسته زبان انگلیسی در دانشگاه استنفورد می‌گوید از شنیدن خبر عضویت هومی بابا در هیئت علمی دانشگاه هاروارد دچار «نگرانی» شده‌است و به نیویورک تایمز گفته‌است که «او هیچ چیزی برای گفتن ندارد.» کریسپین میلر استاد مطالعات رسانه دانشگاه نیویورک در مرد نوشته‌های بابا می‌گوید: «کلام او هیچ معنایی جز واژه‌های ابداعی و قلمبه ندارد، اغلب اوقات متنی را که او نوشته‌است نمی‌فهمم».
هومی بابا در مصاحبه سال ۲۰۰۵ از این انتقادات ابراز دلخوری کرد و گفت نباید انتظار داشت فیلسوفان از «زبان معمولی افراد معمولی» استفاده کنند بلکه باید به طریق دیگری از زبان استفاده کنند که هر رهگذری متوجه نشود. تری ایگلتون ذیل مجموعه «خداحافظی با روشنگری» در انتقاد از کارهای وی در گاردین (۱۹۹۴ فوریه ۸) می‌نویسد «هدف بابا این است که تمام دکترین‌های مهم در روشنگری غرب، از ایده پیشرفت تا وحدت نفس، از کاربست کلاسیک هنر تا مفاهیم قانون و مدنیت را در نوشته‌های خود به نحوی وارد کند». مثلاً بابا می‌گوید ایده و عمل لائیسیته در حال تغییر است و هند را به عنوان مثالی از امکان جایگزین مطرح می‌کند. او از تمام دارندگان کرسی ارشد در دانشگاه هاروارد کمتر به صورت فردی جزوه و مقالات نوشته‌است.

## زندگی شخصی
همسر او ژاکلین، وکیل و استاد دانشگاه هاروارد است که تاکنون سه فرزند به نام‌های لئا، ایشان و ساتیا به دنیا آورده‌است.

## آثار (ناقص)
شامل کتاب‌های در دست ویرایش، مقالات و فصول مستقل کتاب‌ها نیز می‌شود
- (Ed.) Nation and Narration, Routledge (1990; ISBN 0-415-01483-2)
- The Location of Culture, Routledge (1994; ISBN 0-415-33639-2)
- Edward Said Continuing the Conversation, co-ed. with W. J. T. Mitchell (originally an issue of Critical Inquiry), 2005. ISBN 0-226-53203-8
- "Cosmopolitanisms" in Public Culture 12.3, eds Sheldon I. Pollock, Homi K. Bhabha, Carol Breckenridge, Arjun Appadurai, and Dipesh Chakrabarty, 2000.
- "In a Spirit of Calm Violence", 1993.
- "Modernity, Culture, and The Jew", eds Laura Marcus & Bryan Cheyette, 1998.
- "Conversational Art" in Conversations at the Castle: Changing Audiences and Contemporary Art, Mary Jane Jacob and Michael Brenson, eds. (Cambridge, Mass. : The MIT Press, 1998).
- "On Cultural Choice", 2000.
- "V.S. Naipaul", 2001
- "Democracy De-Realized", 2002.
- "On Writing Rights", 2003.
- "Making Difference: The Legacy of the Culture Wars", 2003.
- "Adagio", 2004.
- "Still Life", 2004.
- Foreword to The Wretched of the Earth by Frantz Fanon, transl. Richard Philcox, 2004.
- "Framing Fanon", 2005.
- "Without Boundary", with Fereshteh Daftari and Orhan Pamuk, 2006.
- "The Black Savant and the Dark Princess", 2006.